# مات غلينون
مات غلينون (بالإنجليزية: Matt Glennon)‏ (8 أكتوبر 1978 بستوكبورت في المملكة المتحدة - ) هو لاعب كرة قدم بريطاني في مركز حراسة المرمى. شارك مع منتخب إنجلترا لكرة القدم C ‏. أما مع النوادي، فقد لعب مع برادفورد سيتي وبورت فايل وبولتون واندررز وسانت جونستون وستوكبورت كونتي ونادي بريستول روفيرز ونادي فالكيرك ونادي كارلايل يونايتد وهال سيتي وهدرسفيلد تاون وBuxton F.C. ‏ وChester F.C. ‏ وإف سي هاليفاكس تاون.

## وصلات خارجية
- مات غلينون على موقع قاعدة بيانات كرة القدم.إي يو (الإنجليزية)
- مات غلينون على موقع Soccerbase.com (لاعب) (الإنجليزية)
- مات غلينون على موقع Soccerway.com (الإنجليزية)